# Campeonato Mundial de Patinaje Artístico sobre Hielo de 1968
El LVIII Campeonato Mundial de Patinaje Artístico se realizó en Ginebra (Suiza) entre el 27 de febrero y el 3 de marzo de 1968 bajo la organización de la Unión Internacional de Patinaje sobre Hielo (ISU) y la Federación Suiza de Patinaje sobre Hielo. 

## Resultados

### Masculino
| Puesto | Nombre          | País           | Puntos |
| ------ | --------------- | -------------- | ------ |
| Oro    | Emmerich Danzer | Austria        | 12     |
| Plata  | Tim Wood        | Estados Unidos | 15     |
| Bronce | Patrick Perá    | Francia        | 38     |

### Femenino
| Puesto | Nombre           | País                          | Puntos |
| ------ | ---------------- | ----------------------------- | ------ |
| Oro    | Peggy Fleming    | Estados Unidos                | 9      |
| Plata  | Gabriele Seyfert | República Democrática Alemana | 19     |
| Bronce | Hana Mašková     | Checoslovaquia                | 29     |

### Parejas
| Puesto | Nombre                              | País            | Puntos |
| ------ | ----------------------------------- | --------------- | ------ |
| Oro    | Liudmila Belusova / Oleg Protopopov | Unión Soviética | 9      |
| Plata  | Tatiana Zhuk / Alexandr Gorelik     | Unión Soviética | 19     |
| Bronce | Cynthia Kauffman / Ronald Kauffman  | Estados Unidos  | 31     |

### Danza en hielo
| Puesto | Nombre                          | País        | Puntos |
| ------ | ------------------------------- | ----------- | ------ |
| Oro    | Diane Towler / Bernard Ford     | Reino Unido | 9      |
| Plata  | Yvonne Suddick / Malcolm Cannon | Reino Unido | 24     |
| Bronce | Janet Sawbridge / Jon Lane      | Reino Unido | 24     |

## Medallero
| Núm. | País                          | Oro | Plata | Bronce | Total |
| ---- | ----------------------------- | --- | ----- | ------ | ----- |
| 1    | Estados Unidos                | 1   | 1     | 1      | 3     |
| 1    | Reino Unido                   | 1   | 1     | 1      | 3     |
| 3    | Unión Soviética               | 1   | 1     | 0      | 2     |
| 4    | Austria                       | 1   | 0     | 0      | 1     |
| 5    | República Democrática Alemana | 0   | 1     | 0      | 1     |
| 6    | Francia                       | 0   | 0     | 1      | 1     |
| 6    | Checoslovaquia                | 0   | 0     | 1      | 1     |
|      | TOTAL                         | 4   | 4     | 4      | 12    |

| Predecesor: Austria 1967 | Campeonato Mundial de Patinaje Artístico sobre Hielo 1968 | Sucesor: Estados Unidos 1969 |

- Datos: Q673407